# (19701) Aomori
(19701) Aomori ist ein Asteroid des Hauptgürtels, der am 29. September 1999 von Astronomen der LONEOS an der Anderson Mesa Station (IAU-Code 688) des Lowell-Observatoriums in Arizona entdeckt wurde.
Der Asteroid wurde am 6. Mai 2012 nach der japanischen Präfektur Aomori benannt, im Norden der Region Tōhoku auf der Insel Honshū.
Der Himmelskörper gehört zur Hansa-Familie, einer nach (480) Hansa benannten Gruppe von Asteroiden.